# Тамара Бучучану-Ботез
Тамара Бучучану-Ботез (рум. Tamara Buciuceanu-Botez; 1929-2019) — румунська актриса театру і кіно, також телеведуча.

## Біографія
Народилася 10 серпня 1929 року в Бендерах, нині Республіка Молдова.

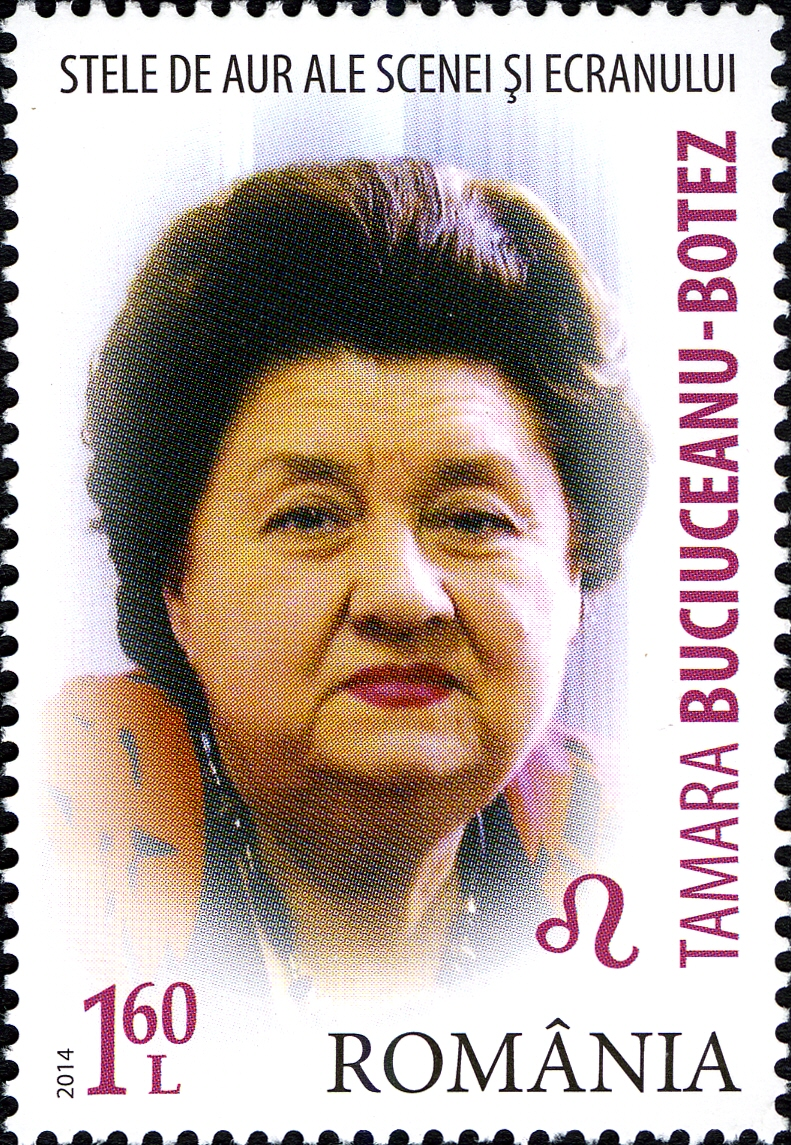
Бучучану-Ботез на поштовій марці

У 1948—1951 роках навчалася в Театральному інституті в Яссах. Будучи на четвертому курсі, перевелася до Бухаресту в Інститут театрального мистецтва (нині Національний університет театру і кіно «І. Л. Караджале». Навчалася у професорів Ніколає Балтецану (рум. Nicolae Bălțățeanu) та Сорана Коряма-Станца (рум. Sorana Coroamă-Stanca). Навчання закінчила в 1952 році.
Тамара Бучучану-Ботез — одна з найуспішніших румунських актрис 1960-х — 2000-х років. Вона працювала в театрі «Одеон» в Бухаресті. Також знімалася в багатьох румунських художніх фільмах.

## Нагороди та визнання
23 жовтня 2014 року на церемонії, яка відбулася в замку Пелеш міста Сіная, актриса була удостоєна від Королівського Дому ордена Корони Румунії 4-го ступеня (офіцер), отримавши його з рук короля Міхая I і принцеси Маргарити.
За життя актриси, в 2014 році, на її честь була випущена поштова марка Румунії.

## Родина
Тамара Бучучану-Ботез була одружена з 1962 року з лікарем-анестезіологом Александру Ботез (рум. Alexandru Botez) (помер у 1996 році).
Дітей у родини не було.

## Творчість

### Фільмографія
Знялася в художніх фільмах (румунською мовою):
| - Titanic vals (1964) - Vegetarian (1973) - Ma-ma (1976) - Ultimele zile ale verii (1976) - Premiera (1976) - Serenadă pentru etajul XII (1976) - Vis de ianuarie (1978) - Melodii, melodii (1978) - Ion: Blestemul pământului, blestemul iubirii (1979) - Cântec pentru fiul meu (1980) - Alo, aterizează străbunica!.. (1981) - De ce trag clopotele, Mitică? (1981) - Grăbește-te încet (1981) - Înghițitorul de săbii (1981) - Șantaj (1981) | - Prea tineri pentru riduri (1982) - Bocet vesel (1983) - Declarație de dragoste (1985) - Cuibul de viespi (1986) - Liceenii (1986) - Primăvara bobocilor (1987) - Punct și de la capăt (1987) - Extemporal la dirigenție (1988) - Liceenii rock'n'roll (1991) - Liceenii în alertă (1993) - Paradisul în direct (1994) - Sexy Harem Ada-Kaleh (2001) - Nunta mută (2008) - Toată lumea din familia noastră (2012) |